# Grand Cru

Una ampolla de Gevey Chambertin Grand Cru.

Grand Cru és una designació de qualitat d'acord amb la normativa francesa, que s'aplica a les vinyes i propietats de les regions d'Alsàcia, Bordeus i la Borgonya.
A Bordeus, a les àrees de Médoc, Graves, St. Emilion, Sauternes i Barsac les denominacions oficials Grand Cru comprenen des dels Grands Crus senzills de St. Emilion fins als Grands Crus 1r, 2n, 3r, 4t i 5è del Médoc.
A Alsàcia i la Borgonya la designació Grand Cru comprèn vinyes separades de diferents productors, els vins de les quals són elaborats per vinicultors o venuts a négociant-éleveurs i són generalment els millors de les seues regions respectives i els més cars, independentment de la seua qualitat.